# زهوكو
زهوكو (بالإنجليزية: Zhoukou)‏ هي مدينة من مدن الصين. يبلغ عدد سكانها 8953793 نسمة وذلك حسب إحصائيات سنة 2010، تبلغ مساحتها 11959 كم².

## أعلام
- وي روي
- جيانغ هوا